# Паломбара (Казерта)
Паломбара је насеље у Италији у округу Казерта, региону Кампанија.
Према процени из 2011. у насељу је живело 43 становника. Насеље се налази на надморској висини од 58 м.